# Japanese Girl
«Japanese girl» es el sencillo n.º 28 de la cantante japonesa Hitomi, lanzado al mercado el día 1 de junio del año 2006 bajo el sello disquero Avex Trax.

## Detalles
Este sencillo es que inauguró el subsello creado por Hitomi al interior de la empresa Avex, llamado LOVE LIFE RECORDS (nombre en honor a su álbum LOVE LIFE), cambiando también su estilo musical de manera importante. Del rock/pop de sus trabajos anteriores cambió repentinamente el pop electrónico con el lanzamiento de este sencillo, lo que sorprendió bastante dentro de la industria, e igualmente hizo aumentar algo las ventas del sencillo al ser algo innovador en la carrera de la artista, ya que sus sencillos anteriores no estaban haciéndolo muy bien al interior de las listas en materia de ventas, y tras el último sencillo "Kokoro no Tabibito/SPEED☆STAR" que debutó en el puesto n.º 27, que "Japanese girl" haya entrado diez puestos más arriba es algo remarcable.
El contenido del tema está principalmente orientado al feminismo, dedicado obviamente al público femenino japonés. Trata principalmente de que la mujer japonesa tiene que sentirse orgullosa de ser de Japón, y no tiene un contenido más profundo aparte de ese mensaje que transmite en el transcurso de toda la pista; el tema fue el opening theme del programa de televisión Ongaku Senshi Music Fighter durante el mes de mayo del 2005. El tema "Venus" que acompaña al sencillo es una de las pocas canciones cantadas por Hitomi que están por completo en inglés; de hecho, es un cover de la canción originalmente perteneciente a la banda The Shocking Blue. El tema también fue usado al interior de comerciales de una reconocida depiladora de piernas Gillette Venus donde Hitomi prestó uno de sus mejores atributos físicos para promocionarla: sus esbeltas piernas. Por último "there is...", que originalmente es el sencillo n.º 15 de Hitomi, fue rearreglado en conmemoración del nuevo sello de Hitomi dentro de Avex, y se diferencia bastante a la versión original del tema.

## Canciones
1. «Japanese girl»
2. «Venus»
3. «there is...» (LOVE LIFE Version 2005)

## Créditos
- Productor Ejecutivo - Ryuhei Chiba
- Masterización - Yasuji Maeda

Japanese girl
- Letras - hitomi
- Composición - AVANT GRADE
- Arreglos - Zentaro Watanabe
- Voz trasera - Ai Uchida
- Mezcla - Fumitoshi Nakamura

Venus
- Letras, Composición - Robbie Van Leeuwen
- Arreglos - Zentaro Watanabe
- Voz electrónica - Kazutoshi Takebayashi
- Mezcla - Hideaki Kijima

there is... (LOVE LIFE Version 2005)
- Letras - hitomi
- Composición - Masashi Hashimoto
- Composición - Dai Nagao
- Guitarra acústica - Yoshito Tanaka
- Arreglos, Programación - YANAGIMAN
- Voz trasera - Kazuko Hamano
- Guitarra - Kenji Okuda

- Datos: Q5926176